# 장난스런 키스
《장난스런 키스》(일본어: イタズラなKiss 이타즈라나 키스[*])는 일본의 만화가 다다 가오루(多田 かおる)가 집필한 순정만화이다. 1990년부터 1999년까지 연재됐으나 작가의 갑작스러운 사망으로 인하여 완결되지 못하였다.
1996년에 일본의 TV 아사히에서 드라마로 방송됐으며, 2005년엔 타이완에서 《악작극지문》(惡作劇之吻)이란 제목으로 드라마화 됐다. 2007년엔 후편격인 《악작극2문》도 방송됐다.《악작극2문》에서는 두 남녀의 결혼 후 이야기를 볼 수 있다.
2008년에는 일본에서 애니메이션으로도 방송되었는데, 애니메이션에서는 원작에서 볼 수 없던 번외편도 볼 수 있다.
2008년, 2009년에는 일본에서 무대로도 공연됐다. 2012년에는 타이완에서 무대로도 공연됐다.
2010년에는 한국에서 새롭게 리메이크한 MBC 수목드라마 장난스런 KISS로 제작되었다.
2013년, 2014년에는 새롭게 일본에서 리메이크한 장난스런 키스 Love in Tokyo 1~2 가 제작되었다. 도쿄를 무대로 펼쳐지는 코토코와 이리에의 사랑 이야기이다.
2016년, 2017년에 일본에서 영화로 공개됐다. 2016년에는 타이완에서 《악작극지문: Miss In Kiss》(惡作劇之吻, 2016년)이라는 제목으로 드라마화 됐다.
2018년에는 타이완에서 영화 장난스런 키스(Fall in Love at First Kiss)로 또 다시 리메이크 되었다.